# たぬぷ〜店長
たぬぷ〜店長（たぬぷ〜てんちょう）は三重県松阪市の納豆メーカー奥野食品の公式キャラクターで、地元ではひそかに認知されている。

## 概要
- タヌキをモチーフに奥野食品若おかみがデザインを行った。
- 性格は、のんびりおとぼけ
- 特徴は「漢字を使うことができない」
- 「〜なのねん」が口ぐせ
- ぬいぐるみやモールドール、ストラップなどのキャラクターグッズも存在する。

## 生息地
三重県松阪市大黒田町「たぬみせ」内